# Lars Budolfsen
Lars Budolfsen (født 12. august 1980) er en dansk langdistanceløber, der repræsenterer Sparta Atletik.
Lars Budolfsen startede med løb i 2008 efter en alvorlig knæskade i forbindelse med fodbold. I 2012 vandt han sin første individuelle DM-medalje (halvmaraton). Siden er det bl.a. blevet til DM-guld i halvmaraton (2013) og DM-guld i 10 km landevej (2014) i tiden 29.32.
I 2014 repræsenterede Lars Budolfsen Danmark ved VM i halvmaraton i København med tiden 1.03.59 og ved EM i maraton i Zürich med en 17. plads og en tid på 2.17.54. I 2014 fik Budolfsen endvidere sølv ved Nordisk Mesterskab på 10.000 meter på Bislett stadion i Oslo i tiden 29.22 min. Med sluttiden 2:15,59 timer skar han i Hamborg Marathon 2015 1½ minut af sin personlige rekord. Ikke siden Rotterdam Marathon 1996 har en dansker løbet så stærkt.
Budolfsen trænes af Claus Hechmann.
Ved siden af løbekarrieren er Lars Budolfsen manager i Deloitte Consulting.

## Personlige rekorder
- 5.000 meter: 14.16.28 min.
- 10.000 meter: 29.22.67 min.
- 10 km landevej: 29.32 min.
- Halvmaraton: 1.03.59 time.
- Maraton: 2.15.59 timer.